# Homodes ornata
Homodes ornata là một loài bướm đêm trong họ Noctuidae.